# August Friedrich Horstmann
August Friedrich Horstmann (20 novembre de 1842, Mannheim - 8 octubre 1929, Heidelberg) fou un destacat químic alemany que inicià la termoquímica amb un article del 1869 i introduí el concepte de mol en un article del 1881.

## Biografia
La infància la passà a Mannheim (estat de Baden-Württemberg). De ben prest sentí atracció per les ciències, motivat pels materials que veia a la botiga del seu pare. Acabats els estudis primaris anà a estudiar a l'Escola de Negocis de Mannheim, on fou influït per G.F. Heinrich Schroeder (1810-1885), director i professor de la química i física. Degut a la seva miopia no pogué completar els estudis i anà a treballar amb el seu pare, però al cap de tres anys comprovà que no tendria èxit en els negocis i es traslladà a la Universitat de Heidelberg.
A la universitat fou alumne de Hermann von Helmholtz (1821-1894), Robert Bunsen (1811-1899), Gustav Robert Kirchhoff (1824-1887) i Emil Erlenmeyer (1825-1909). Completà el seu doctorat el 1865, convertint-se a partir de llavors en professor de química teòrica. Després de rebre el seu doctorat, Horstmann estudià matemàtiques i seguí les conferències de Hermann Helmholtz sobre els avanços en ciències. Això el motivà a interessar-se per la teoria mecànica de la calor, i anà a Zúric, on la nova ciència de la termodinàmica estava sent desenvolupada pel físic alemany Rudolf Clausius (1822-1888). El 1865 es traslladà a Bonn on pogué realitzar les seves primeres investigacions al laboratori de Hans Heinrich Landolt (1831-1910). Al cap de pocs anys, els seus problemes oculars li impediren realitzar recerca experimental, i se centrà en la química teòrica. Aprengué el llenguatge Braille però des de mitjans dels anys noranta ja no pogué publicar.

## Obra
El 1868, per tal de determinar masses moleculars a través d'un mètode de densitat de vapor, Horstmann començà a investigar l'efecte de la temperatura sobre la constant d'equilibri per a un procés de dissociació, a partir de l'equació de Clausius-Clapeyron, però que s'estén a aplicar a una substància que és en dissociació. En un article del 1869, fou el primer a aplicar el recentment concepte d'entropia (1865) a la química, amb un estudi de la sublimació de clorur d'amoni, NH₄Cl, on es posà de manifest que el procés segueix les mateixes lleis que les que participen en la vaporització de un líquid. Aquest article és considerat el primer sobre termoquímica.

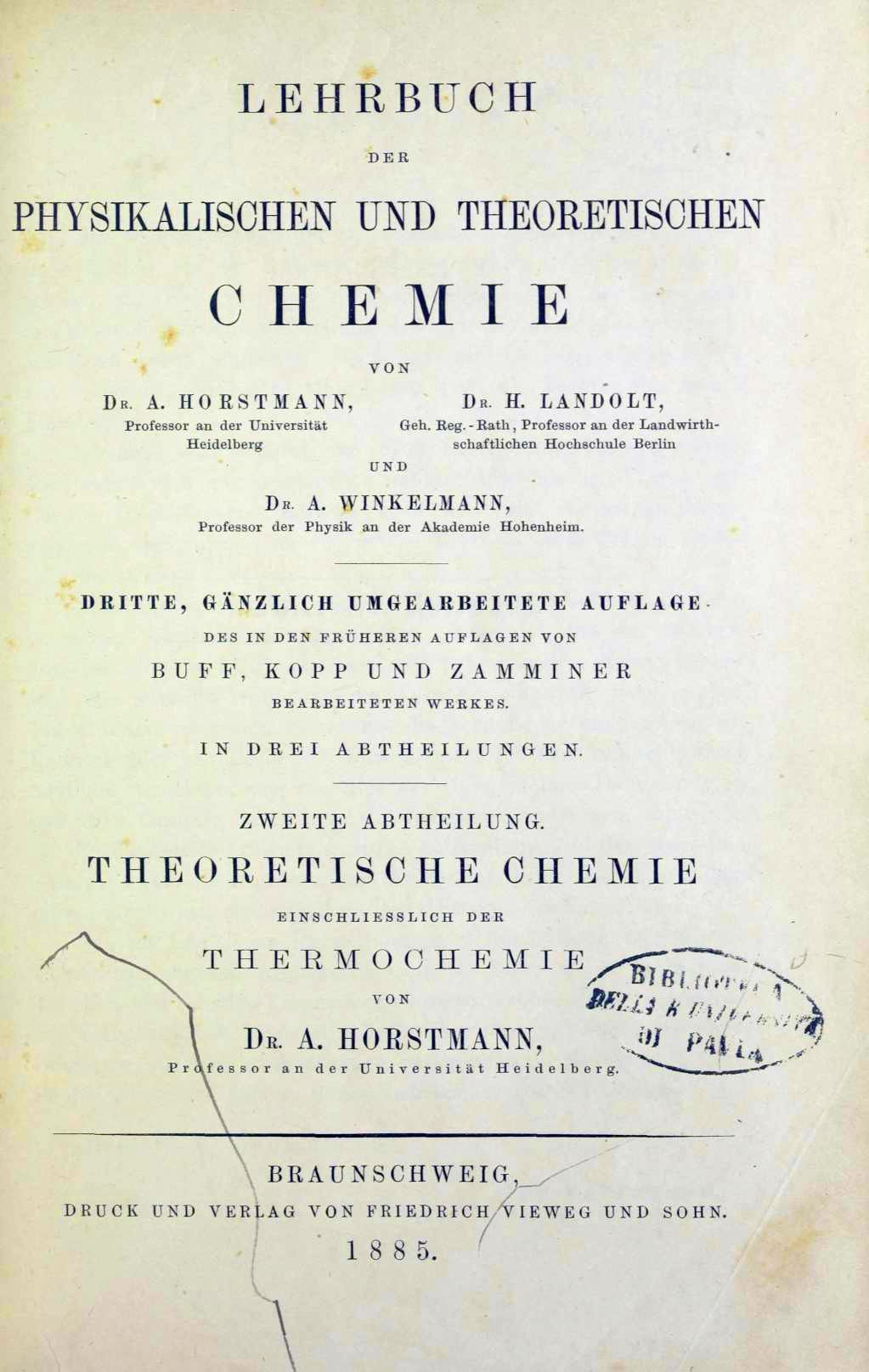
Theoretische Chemie, 1885

El 1872-1873, Horstmann aplicà el principi de l'entropia als problemes de dissociació química. A l'octubre de 1873, Horstmann anuncià la condició per a l'equilibri químic sigui el de màxima entropia. Aquesta condició de Horstmann és similar a l'enginyer nord-americà Willard Gibbs que, de manera independent, al desembre del mateix any, en una nota al peu d'un article, afirmà que la condició per a l'equilibri termodinàmic d'un sistema químic a temperatura i pressió constants és que una determinada funció, ara coneguda universalment com el potencial termodinàmic, ha de ser un mínim.

## Obres
- Theoretische Chemie einschliesslich der Thermochemie.  Braunschweig: Vieweg und Sohn, 1885.
- Abhandlungen zur Thermodynamik chemischer Vorgänge. Herausgegeben von J. H. van’t Hoff. Ostwalds Klassiker Nr. 137, Leipzig 1903.